# I've MANIA Tracks Vol.III
I've MANIA Tracks Vol.III（アイヴ・マニア・トラックス・ボリューム3）は2010年12月29日に発売されたI'veのインディーズアルバム。

## 概要
「MANIA Tracks」シリーズ第3弾。「SHORT CIRCUIT III Premium Show IN TOKYO 2010」とのセット販売。価格は5,000円(セット価格)。品番はICD-66023。コミックマーケット79の会場での限定販売。I've Girls Compilationシリーズに収録不可能な特殊音源、現在では入手困難なレア音源、I've創成期の隠れた名曲などを網羅した一枚。「MANIA Tracks」 シリーズは、この第3弾のCDをもって終結。

## 収録曲
1. Isolation／怜奈
  - 作詞：KOTOKO／作曲・編曲：C.G mix
2. cross up／KOTOKO
  - 作詞：KOTOKO／作曲・編曲：中坪淳彦
3. cross my heart／島みやえい子
  - 作詞：KOTOKO／作曲：高瀬一矢・中沢伴行／編曲：中沢伴行
4. World meets worlds／SHIHO
  - 作詞：SHIHO／作曲・編曲：C.G mix
5. Cross talk -2006 ver.-／怜奈
  - 作詞・作曲・編曲：高瀬一矢
6. satirize／宮崎麻芽
  - 作詞：KOTOKO／作曲：高瀬一矢／編曲：中坪淳彦／コーラス：KOTOKO
7. 恋のマグネット／MOMO
  - 作詞：KOTOKO／作曲・編曲：中坪淳彦
8. eclipse -UETSU MIU style-／川田まみ
  - 作詞：KOTOKO／作曲：中沢伴行／編曲：羽越実有
9. loose／KOTOKO
  - 作詞：KOTOKO／作曲：高瀬一矢／編曲：中坪淳彦
10. I pray to stop my cry／KOTOKO
  - 作詞：KOTOKO／作曲・編曲：高瀬一矢
11. spillage／MOMO
  - 作詞：KOTOKO／作曲・編曲：中沢伴行
12. 悲しみの花 -MELL LIVE IN TOKYO 2010 Mix-／MELL
  - 作詞・作曲・編曲：高瀬一矢

## タイアップ
| 曲名                                     | タイアップ                                              | 備考（原曲歌唱） |
| ---------------------------------------- | ------------------------------------------------------- | ---------------- |
| Isolation                                | PCゲーム『つよきす』エンディングテーマ                  |                  |
| cross up                                 | PCゲーム『OL姉妹』オープニングテーマ                    |                  |
| cross my heart                           | PCゲーム『innocent world』オープニングテーマ            |                  |
| World meets worlds                       | PCゲーム『夜刀姫斬鬼行』エンディングテーマ              |                  |
| Cross talk -2006 ver.-                   | PCゲーム『ツグナヒ2』オープニングテーマ                 | MARY             |
| satirize                                 | PCゲーム『螺旋回廊2』オープニングテーマ                 |                  |
| 恋のマグネット                           | PCゲーム『まいにち好きして』エンディングテーマ          |                  |
| eclipse -UETSU MIU style-                | PCゲーム『燐月-リンゲツ-』オープニングテーマ            |                  |
| loose                                    | PCゲーム『Scarlett』エンディングテーマ                  |                  |
| I pray to stop my cry                    | PCゲーム『凌辱看護婦学院』エンディングテーマ            |                  |
| spillage                                 | PCゲーム『巫女舞 ～ただ一つの願い～』エンディングテーマ |                  |
| 悲しみの花 -MELL LIVE IN TOKYO 2010 Mix- | PCゲーム『復讐～凌辱の刃～』エンディングテーマ          |                  |